# فرناندو بيليجي
فرناندو بيليجي (بالبرتغالية: Fernando Pileggi‏) هو لاعب كرة قدم برازيلي، ولد في 6 يوليو 1999.